# Klooster Đurđevi Stupovi

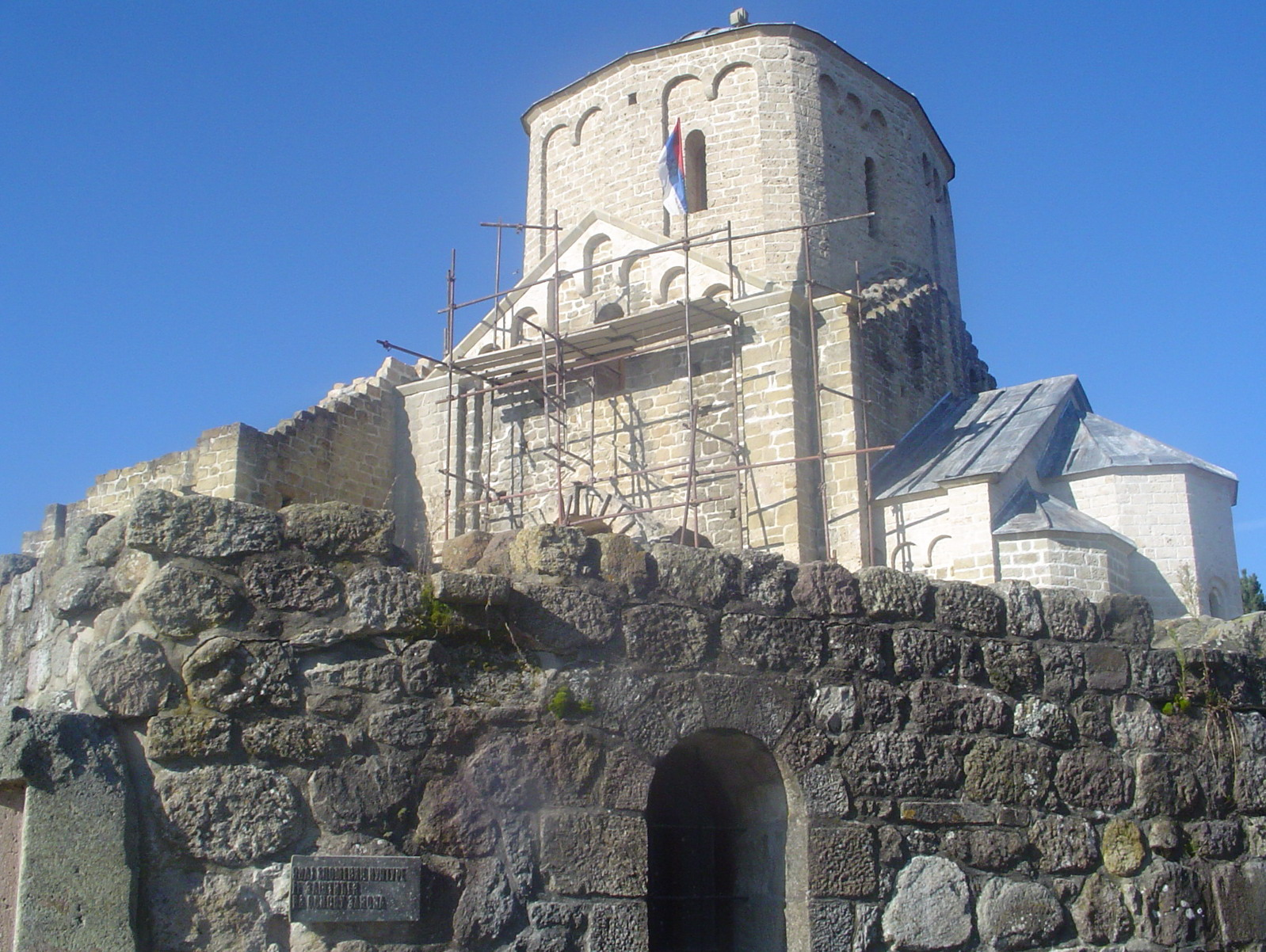
Klooster Đurđevi stupovi

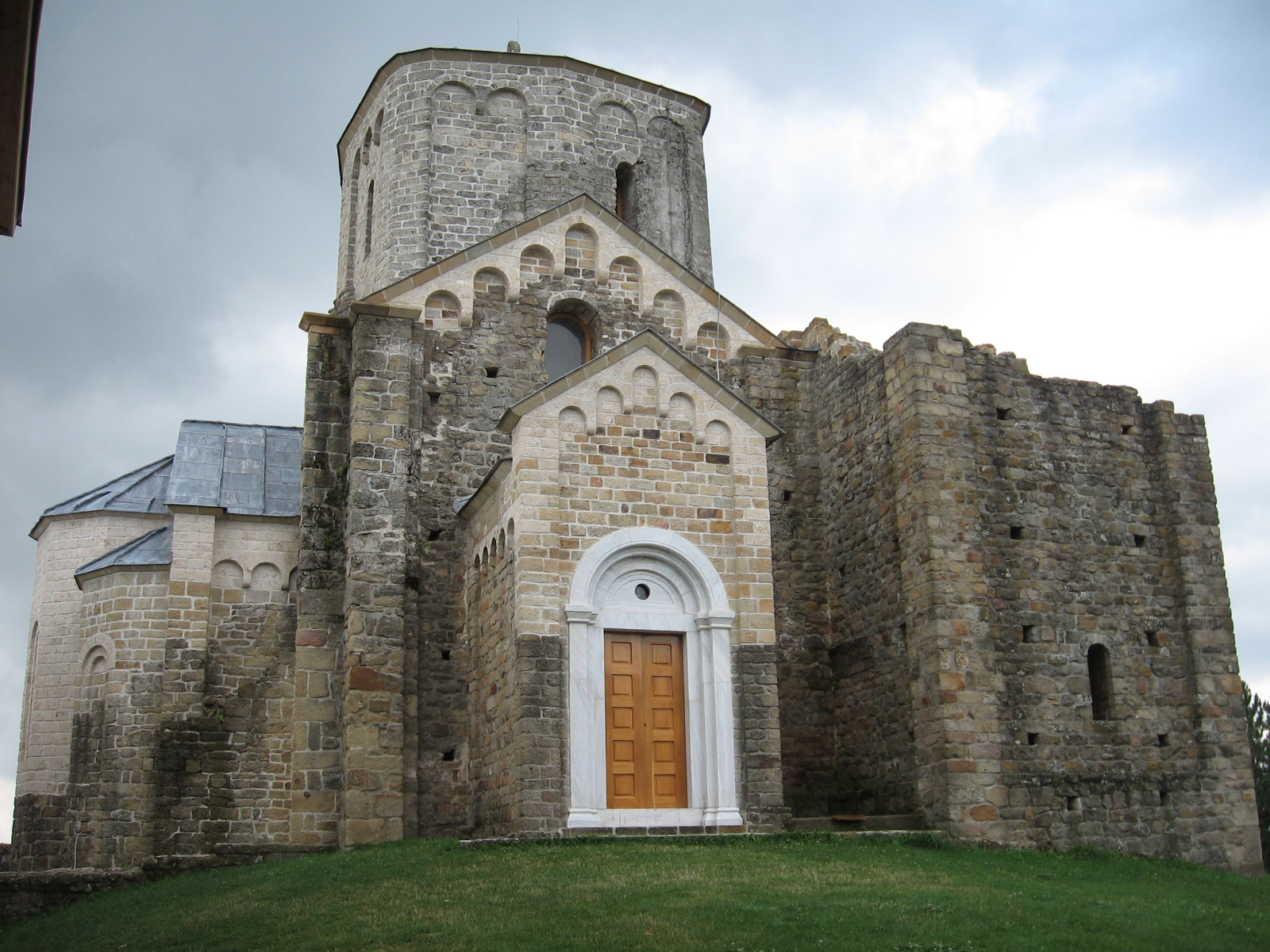
Het klooster in 2008

Het Klooster Đurđevi stupovi (Servisch: Манастир Ђурђеви ступови) is een Servisch-orthodox klooster gelegen in de regio Raška in Servië. Het ligt in de buurt van de stad Novi Pazar. Het klooster werd gesticht door de grootvorst van Rascia, Stefan Nemanja, in 1166, op de locatie van de Servische middeleeuwse hoofdstad Ras. Het complex staat op een lijst van UNESCO.

## Begraven
- Stefan Dragutin